# صكوك المقارضة
صكوك المقارضة هي أداة استثمارية، تقوم على تجزئة رأس مال القِراضِ (المضاربة) بإصدار صكوك ملكية برأس مال المضاربة على أساس وحدات متساوية القيمة، ومسجلة بأسماء أصحابها باعتبارهم يملكون حصصاً شائعة في رأس مال المضاربة وما يتحول إليه، بنسبة ملكية كل منهم فيه، وقد طُرِحت الصكوك كبدائل للسندات الربوية المحرمة؛ من أجل أن تؤدي نفس وظيفة السندات الرئيسية المتمثلة بتوفيرها كوسيلة بيد مصدريها للحصول على التمويل، وبيد حامليها لاستثمار أموالهم وتنميتها على نحو يضمن لهم سهولة بيعها في السوق الثانوية بسرعة، ووُجِدت عدد من أنواع الصكوك، كالصكوك الإستثمارية، وصكوك المرابحة، وصكوك المشاركة، وصكوك الإجارة، وكذلك صكوك المقارضة، أو (المضاربة).

## تعريف صكوك المقارضة
الصكُّ: وثيقة مكتوبة لتحويل ملكية ممتلكات معينة، ويجب على الطرف الذي يريد تحويل ملكية ماله إلى آخر أن يوقع على الصك.
والمضاربة: تسمى قراضاً عند أهل الحجاز وهو من القرض، والمضاربة اصطلاحا: أن يدفع إليه مالا ليتجر فيه والربح بينهما، وقد عرفها ابن قدامة: أن يدفع رجل ماله إلى آخر يتجر له فيه على أن ما حصل من الربح بينهما حسب ما يشترطانه.

## سبب تسميتها
صكوك المقارضة أو المضاربة هي تسمية إسلامية لسندات المقارضة، كما عرفها القانون الأردني بأنها عبارة عن الوثائق المحددة القيمة التي تصدر بأسماء مالكيها، مقابل الأموال التي قدموها لصاحب المشروع بعينه، بقصد تمويل المشروع واستغلاله وتحقيق الربح، وأول من نادى بها هو سامي حمود، مبتدع فكرتها بديلاً عن سندات الإستثمار في المصارف التقليدية الربوية والتي يلتزم المصدر لها بدفع فائدة متفق عليها مسبقا، وقد سُميت صكوك بدلاً من مستندات؛ لارتباط الأخيرة بالفائدة المحرمة شرعاً.

## ثانياً: سبب نشأتها
وتعتبر صكوك المقارضة من الأساليب المعاصرة لاستثمار أموال الوقف؛ فهي بديل إسلامي لسندات الاستثمار في المصارف الربوية، وأول من عمل بها البنك الإسلامي الأردني في ثمانينات القرن الماضي، وهي تمثل حصصاً شائعة في رأس مال المضاربة، وتكون متساوية القيمة، ولها نشرة إصدار تحتوي على جميع المعلومات المطلوبة شرعاً، من معرفة رأس المال، وتوزيع الأرباح، وهي قابلة للتداول في سوق الأوراق المالية إذا كانت تمثل في الغالب أعيانا ومنافع.

### صكوك المقارضة والأسهم
السهم: يمثله حصة شائعة في شركة مساهمة معينة، وتكون لحامله حقوق مباشرة على إدارة الشركة، فله صوت في تعيين الإدارة وعزلها، كما أن له صوتاً في إقرار الحسابات الختامية وتوزيع الأرباح، وقد يمثل السهم حصة على المشاع في موجودات أكثر من شركة مساهمة، وذلك حين يكون السهم حصة في شركة قابضة، وحينئذ لا يكون لحامل هذا السهم حقوق مباشرة في إدارة الشركات التابعة، بل له حق التأثير على إدارة الشركات التابعة من خلال تأثيره على إدارة الشركة الأم.
والصك: يمثل حقوقاً في موجودات متنوعة قد تشكل الأسهم بعضها، وقد تكون أعياناً تستغل مباشرة بمعرفة مدير الصكوك، كما إن علاقة حامل الصك بمدير الصكوك تختلف عن علاقة حامل السهم بإدارة الشركة، فحامل الصك ليس له حق في تعيين إدارة الصكوك أو عزلها.

### الفرق بين الصك والسند
الصكوك: كأوراق مالية تعرف بأنها وثائِقُ متساوية القيمةِ تمثِّلُ حِصصًا شائعة في ملكيَّةِ أعيان، أو منافِع أو خِدمات، أو في موجوداتِ مشروع معيَّن، أو نشاطٍ استثماريٍّ خاصٍّ، وذلك بعد تحصيلِ قيمةِ الصُّكوك وقَفلِ باب الاكتتابِ وبَدءِ استخدامِها فيما أُصدِرَت من أجله.
وأما السند: فيكون الدخل منه ثابتاً وقد يكون متغيراً، مما يجعل الدخل من السند متغيراً، ويتم تداول السند بغية الاشتراك في الحصول على الفائدة التي يمنحها مصدر السند، فالسند يباع بأقل من قيمته الاسمية، وكلما اقترب موعد سداده ارتفع سعره، لكنه يبقى دون القيمة الاسمية له، ولابتنائه على الربا، فإن حيازة السهم وتجارته حرام.
وتفريقاً بين الصك والسند: فإن كلاً منهما يمثل حقاً على الشيوع في ملكية موجودات ما، لكن هذه الموجودات هي ديون نقدية بربا في السندات، وأعيان قد تختلط بشيء من الديون أو النقود في الصكوك، وفي كل الأحوال، فإن الصك الشرعي الصحيح لا يضمن لحامله المبلغ المستثمر فيه (القيمة الاسمية للصك)، أو أي عائد فوق ذلك، بخلاف السند فإنه ينطوي على ضمان بالقيمة الاسمية وبالربح.
والصكوك تشبه الأسهم من أوجه وتختلف عنها من أوجه:
- فالشبه فيها يرجع إلى ان كليهما يمثل ملكية أصول مدرّة لعائد، أو المشاركة في رأسمال مشروع مربح.
- أما الاختلاف فهو:
  1. ان هيكل إصدار الصكوك يجعل العائد عليها وثمنها في السوق أقل تقلباً ومن ثم يكون قابلاً للتوقع ومظنة الاستقرار.
  2. ومنها ان الصكوك ليست دائمة دوام الشركة المصدرة لها كما هو حال الأسهم بل إن لها أجلاً يجري تصفيتها فيه بالطرق المنصوص عليها في نشرة الإصدار.
  3. ومنها أن حامل السهم له عند التصفية نصيبه من أصول الشركة عند تصفيتها (وتسديد ما عليها من ديون) قل أو كثر، أما الصكوك فإنها مصممة بحيث تمكن حملتها من استرداد رأسمالهم أو قريباً منه عند انتهاء مدتها بصرف النظر عن قيمة أصول المصدر للصكوك أو قدرته على سداد ديونه للآخرين.[5]

- أولاً: أن يمثل الصك ملكية شائعة في المشروع الذي أصدرت الصكوك لإنشائه وتمويله، وتستمر هذه الملكية طيلة المشروع من بدايته إلى نهايته، وترتب عليها جميع الحقوق والتصرفات المقررة شرعاً للمالك في ملكه من بيع وهبة ورهن وإرث.. وغيرها، مع ملاحظة أن الصكوك تمثل رأس مال المضاربة.[13]

- ثانياً: يقوم العقد في صكوك المقارضة على أساس أن شروط التعاقد تحددها نشرة الإصدار، وأن الإيجاب يعبر عنه (الاكتتاب) في هذه الصكوك، وأن القبول تعبر عنه موافقة الجهة المصدرية.[14]
- ثالثا: أن تكون صكوك المقارضة قابلة للتداول بعد انتهاء الفترة المحددة للاكتتاب باعتبار ذلك مأذوناً فيه من المضارب عند نشوء السندات مع مراعاة:
  1. إذا كان مال القراض المتجمع بعد الاكتتاب، وقبل المباشرة في العمل بالمال ما يزال نقوداً، فإن تداول صكوك المقارضة يعتبر مبادلة نقد بنقد، وتطبق عليه أحكام الصرف.
  2. إذا أصبح مال القراض ديوناً تطبق على تداول صكوك المقارضة أحكام تداول التعامل بالديون.
  3. إذا صار مال القراض موجودات مختلطة من النقود والديون والأعيان والمنافع، فإنه يجوز تداول صكوك المقارضة وفقاً للسعر المتراضى عليه؛ على أن يكون الغالب في هذه الحالة أعياناً ومنافع، أما إذا كان الغالب نقوداً أو ديوناً، فتراعى في التداول الأحكام الشرعية التي ستبينها لائحة تفسيرية توضع وتعرض في المجمع في الدورة القادمة، وفي جميع الأحوال يتعين تسجيل التداول أصولياً في سجلات الجهة المصدرة.[13]
- رابعاً: أنه من يتلقى حصيلة الاكتتاب في الصكوك لاستثمارها وإقامة المشروع بها هو المضارب، أي عامل المضاربة، ولا يملك من المشروع إلا بمقدار ما يسهم به بشراء بعض الصكوك فهو رب مال بما أسهم به، بالإضافة إلى أن المضارب شريك في الربح، بعد تحققه بنسبة الحصة المحددة له في نشرة الإصدار، وتكون ملكيته في المشروع على هذا الأساس.[15][13]

ليس أي مال صالح للوقف بل لا بد أن تتوافر فيه خاصتان هما:
1. أن يبقى ولا يستهلك بالانتفاع؛ إذ أن كل ما أمكن الانتفاع به مع بقاء أصله ويجوز بيعه، يجوز وقفه.[16]
2. وأن يحصل منه على منافع وعوائد في المستقبل.[17]

والمال ينقسم من حيث كيفية الانتفاع به الى:
1. عروض تقصد للانتفاع لأعيانها في إشباع الحاجات الإنسانية.
2. ونقود تمثل وسيلة الى تحقيق المقصود ولا ينتفع لأعيانها.

والمقصود من النقود المعاملة أولاً، لا الانتفاع بأعيانها، أما المقصود من العروض فهو الانتفاع أولاً، لا المعاملة وأعني بالمعاملة كونها ثمنا، ومشروعية صكوك المقارضة بنيت على مشروعية وقف النقود، وهي مسألة فيها اتجاهان للفقهاء وهما:
- الاتجاه الأول: فقهاء الحنفية ما عدا زفر، والشافعية، والحنابلة في رأي، أنه لا يجوز وقف النقود ويتضح ذلك بما يأتي من أقوالهم:
  - جاء عن الحنفية: واما وقف ما لا ينتفع به الا بالإتلاف كالذهب والفضة والمأكول والمشروب فغير جائز في قول عامة الفقهاء، والمراد بالذهب والفضة الدراهم والدنانير.[16]
  - ولدى الشافعية: وكونه مقصوداً فلا يصح وقف الدراهم معراة للزينة سواء نقشها أو ما يحصل منها بنحو تجارة.[19]
  - وأما الحنابلة فجاء عنهم: وجملة، ان ما لا يمكن الانتفاع به مع بقاء عينه كالدنانير، والدراهم، والمطعوم والمشروب، والشمع واشباهه لا يصح وقفه في قول عامة الفقهاء.[20]
- الاتجاه الثاني: المالكية، وزفر من الحنفية، ومتأخريهم وفي رواية عن أحمد، وعندهم يجوز وقف النقود ويتضح ذلك من خلال ما يأتي:
  - فعند الحنفية عن زفر: رجل وقف الدراهم أو الطعام أو ما يكال أو يوزن: قال: يجوز: قيل له كيف؟ قال: يدفع الدراهم مضاربة ثم يتصدق بفضلها على الوجه الذي وقف عليه، وما يكال أو يوزن يباع ويدفع ثمنه مضاربة أو بضاعة كالدراهم، ومثله في الدرر عن الأنصاري.[21]
  - والمالكية قال الحطاب: بجواز وقف الدنانير والدراهم وحمل عليه الطعام.[22]
  - وفي رواية عن أحمد ابن حنبل نقلها ابن تيمية: "وقد نص أحمد على أبلغ من ذلك وهو وقف ما لا ينتفع به إلا مع ابدال عينه، فقال: (ان الدراهم إذا كانت موقوفة على أهل بيته ففيها الصدقة، وإذا كانت على المساكين فليس فيها صدقة، وظاهر هذا جواز وقف الأثمان لغرض القرض أو التنمية والقصد التصدق بالربح.[23]

ولكون اقتصاديات الدول حاليا تعتمد على الأموال المنقولة والأصول الثابتة وأن النقود ليست وسيلة للتبادل فقط بل هي مخزن للقيم لذا يمكن استثمارها وتحقيق عائد منها، فإن ما يتم وقفها في صورة الصناديق الوقفية والأسهم الموقوفة والصكوك الوقفية لها مسوخ اقتصادي لا يمكن غض النظر عنه بل تتميز النقود عن بقية الأموال المنقولة الأخرى في كونها لا تتعين بالتعيين – أي أن أي وحدة نقدية كالدينار أو الجنيه – يقوم مقام أي وحدة أخرى في جميع الأحكام ولا يشترط في ذلك دينار معين أو جنيه معين فهي تقوم مقام بعضها.

## مشروعية تداول صكوك المقارضة
وضع مجمع الفقه الاسلامي الدولي، ضوابط لمشروعية تداول صكوك المقارضة في الفقه الاسلامي، والذي ضمنها المواد التالية:
- يجوز تداول صكوك المقارضة في أسواق الأوراق المالية، إن وجدت، بالضوابط الشرعية، وذلك وفقاً لظروف العرض والطلب ويخضع لإرادة العاقدين، كما يجوز أن يتم التداول بقيام الجهة المصدرة في فترات دورية معينة بإعلان أو إيجاب يوجه إلى الجمهور تلتزم بمقتضاه خلال مدة محددة بشراء هذه الصكوك من ربح مال المضاربة بسعر معين، ويحسن أن تستعين في تحديد السعر بأهل الخبرة، وفقاً لظروف السوق والمركز المالي للمشروع، كما يجوز الإعلان عن الالتزام بالشراء من غير الجهة المصدرة من مالها الخاص، على النحو المشار إليه.
- لا يجوز أن تشتمل نشرة الإصدار أو صكوك المقارضة على نص بضمان عامل المضاربة رأس المال أو ضمان ربح مقطوع أو منسوب إلى رأس المال، فإن وقع النص على ذلك صراحة أو ضمناً بَطَلَ شرط الضمان واستحق المضارب ربح مضاربة المثل.
- لا يجوز أن تشتمل نشرة الإصدار ولا صك المقارضة الصادر بناء عليها على نص يلزم بالبيع ولو كان معلقاً أو مضافاً للمستقبل، وإنما يجوز أن يتضمن صك المقارضة وعداً بالبيع وفي هذه الحالة لا يتم البيع إلا بعقد بالقيمة المقدرة من الخبراء ويرضى الطرفين.
- لا يجوز أن تتضمن نشرة الإصدار ولا الصكوك المصدرة على أساسها نصاً يؤدي إلى احتمال قطع الشركة في الربح فإن وقع كان العقد باطلاً.

- إن استثمار أموال الوقف مطلب شرعي بالجملة، لما يترتب عليه من مصالح للوقف، وللموقوف عليهم، وللمجتمع بأكمله، والأوقاف تحتاج إلى صيغ جديدة لاستثمارها بدلا من الأساليب القديمة التي أدت أحيانا إلى اندثار الوقف أو انعدام الفائدة المرجوة منه، وهذا يتطلب صيغ جديدة تتلائم مع واقع اقتصاد البلدان الإسلامية حاليا، وفي هذا السياق تعد فكرة صكوك المقارضة واحدة من الطرق الحديثة.
- فكرة المضاربة والقراض فكرة قديمة، والمضاربة وإن كان بها نوع مخاطرة بالمال إلا أنها اذا كانت مبنية على دراسة الجدوى الاقتصادية، مع الالتزام بشروط صاحب المال فإنها تضمن إلى حد كبير الربح الوفير، وهذا واجب ناظر الوقف إذ يجب عليه أن يراعي تنمية مال الوقف كما يراعي تنمية مال اليتيم، وقد ورد في الحديث: ابتغوا في أموال اليتامى، لا تأكلها الصدقة.[25]
- تعد صكوك المقارضة من أهم أنواع الاستثمار التي تحقق نتائج إيجابية وريعا محققا نافعا في الغالب، وقد خصص المجمع الفقهي الإسلامي في جدة في دورته الرابعة ندوة مستقلة لاستكمال دراستها، وأخذ بها البنك الإسلامي للتنمية بجدة؛ وبدلا من أن تبقى الأموال الفائضة في المؤسسات الوقفية وما تتعرض له من نقصان قيمتها بسبب التضخم، وأن تمتد اليها يد ضعفاء النفوس للسرقة والاختلاس، تكون هذه الطريقة في الاستثمار وسيلة لمنع ذلك، كما أنها تساهم في القضاء على ظاهرة التسرب النقدي التي تمنع كثيرا من الأموال في الدخول وتشغيل اقتصاد البلدان وبالتالي تبقى هذه الأموال خارج المؤسسات المالية ولا ينتفع المجتمع منها مع كثرة الأوقاف في بلدان المسلمين.[1]
- تعمل هذه الصيغة بطريقة تنسجم مع مختلف الإمكانات المتاحة للأفراد على اجتذاب الأموال المعطلة على الاستثمار مما يقوي حركة الاستثمار في المجتمعات المسلمة ويحولها من الاستهلاك الى الاستثمار، وتساعد هذه الصيغة على إحياء دور الأوقاف وبعثه من جديد عن طريق إقامة مشاريع ذات نفع عام للمجتمعات الإسلامية.[26]

## زكاة صكوك المقارضة
تُزكى أموال صكوك المقارضة المستوفية لضوابطها الشرعية زكاة عروض التجارة مع توافر شروط الزكاة فيها.

## وصلات خارجية
- صكوك المقارضة كأداة استثمار في أموال الوقف وإمكانية تطبيقها
- ضمان رأس المال أو الربح في صكوك المضاربة أو سندات المقارضة إعداد
- صكوك المضاربة، دراسة فقهية تأصيلية تطبيقية